# Dębowa Góra (Basse-Silésie)
Pour les articles homonymes, voir Dębowa Góra.
Dębowa Góra est une localité polonaise de la gmina et du powiat de Dzierżoniów en voïvodie de Basse-Silésie.